# Internet Money
Internet Money ist ein vom US-amerikanischen Musiker Taz Taylor gegründetes Musikproduzententeam. Ab 2017 machte sich Taylor als Beat-Lieferant und Produzent für bekannte Rapmusiker einen Namen. 2020 veröffentlichte Internet Money mit B4 the Storm eine eigene Rap-Compilation.

## Bandgeschichte
Als die Mutter von Danny Snodgrass alias Taz Taylor in den 2010er Jahren an Krebs erkrankte, verkaufte er unter anderem selbst produzierte Beats im Internet, um Geld für die Behandlung und den Unterhalt zu verdienen. Das Geschäft entwickelte sich erfolgreich und er fand immer prominentere Abnehmer, zum Beispiel Desiigner und Kodak Black. Seine erste große Hitbeteiligung war Anfang 2018 Fuck Love von XXXTentacion, ein internationaler Charterfolg mit sechs Platin-Auszeichnungen. Bei der Produktion lernte er auch Songwriter und Mitproduzent Nick Mira kennen und gemeinsam kümmerten sie sich danach um Juice Wrld und Lil Tecca und verhalfen ihnen zu zwei Top-5-Hits (Lucid Dreams (Forget Me) bzw. Ransom).
Bereits Ende 2016 hatte Taylor den YouTube-Infokanal Internet Money angelegt, der Anleitungen zu Produktionstätigkeiten enthielt. Taylor und Mira übernahmen den Namen für ihr Produktionsteam und 2019 gründeten sie außerdem das Label Internet Money Records. Eine EP des Newcomers Poorstacy war im Gründungsjahr ihre erste Veröffentlichung. Ende des Jahres nutzten sie den Namen auch für ihre erste eigene Veröffentlichung, den Song Somebody, eine Kollaboration mit Lil Tecca und A Boogie wit da Hoodie. Damit kamen sie auf Anhieb in die US-amerikanischen und britischen Charts.
Für 2020 bereiteten sie die Veröffentlichung eines eigenen Albums vor. Vorab erschien im August die Single Lemonade mit Gunna, Don Toliver und Nav. Das Lied wurde ein internationaler Hit und erreichte in zahlreichen Ländern die Top 10. Das Album B4 the Storm stieg im Monat darauf auf Platz 10 der US-Albumcharts ein.

## Mitglieder
- Iann Dior (* 25. März 1999 in Arecibo, Puerto Rico; bürgerlich Michael Ian Olmo)
- Taz Taylor (eigentlich Danny Lee Snodgrass junior, * 20. Oktober 1992 in Jacksonville, Florida)
- Nicholas Mira (* 25. August 2000 in Richmond)
- Alec (eigentlich Alec Wigdahl, * 2000 in Minneapolis, Minnesota)
- Bird (eigentlich Daniel Desir, Internet Money Manager)
- Cxdy (eigentlich Cody Rounds, * 1994 in Coral Springs, Florida)
- Etrou (* 1992 in Peabody, Massachusetts)
- Frankie (eigentlich Frankie Salcido, * 1994 in Tucson, Arizona)
- Jolz (eigentlich Jo L’Z, * 1992 in New York)
- JR Hitmaker (eigentlich Jabrielle Real Brooks, * 1991 in Dayton, Ohio)
- KC Supreme (* 1994 in Salt Lake City, Utah)
- Lil Spirit (* 2000 in Bay Area, Kalifornien)
- Manso (* 1998 in Argentinien)
- MJ Nichols (eigentlich Maxwell Nichols, * 1991 in Roseville, Kalifornien)
- Pharaoh Vice (* 1997 in Sacramento, Kalifornien)
- Platzuz
- Repko (eigentlich William Repko, * 2000 in Elizabethtown, Pennsylvania)
- Sidepce (eigentlich Dorien Theus, * 1999 in Tacoma, Washington)
- Turbo
- TY Fontaine (* 1998 in Washington D.C.)
- Edgard (eigentlich Edgard Herrera, * 1997 in Tucson, Arizona)
- Boyband (* 1996 in Jacksonville, Florida)

## Diskografie

### Alben
| Jahr | Titel Musiklabel                                           | Höchstplatzierung, Gesamtwochen, AuszeichnungChartplatzierungen (Jahr, Titel, Musiklabel, Platzierungen, Wochen, Auszeichnungen, Anmerkungen) | Höchstplatzierung, Gesamtwochen, AuszeichnungChartplatzierungen (Jahr, Titel, Musiklabel, Platzierungen, Wochen, Auszeichnungen, Anmerkungen) | Anmerkungen                           |
| Jahr | Titel Musiklabel                                           | UK | US | Anmerkungen                           |
| ---- | ---------------------------------------------------------- | --- | --- | ------------------------------------- |
| 2020 | B4 the Storm Internet Money Records • TenThousand Projects | UK73 (1 Wo.)UK | US10 Gold · (35 Wo.)US | Erstveröffentlichung: 28. August 2020 |

### EPs
- 2022: We All We Got

### Singles als Leadmusiker
| Jahr | Titel Album           | Höchstplatzierung, Gesamtwochen, AuszeichnungChartplatzierungen (Jahr, Titel, Album, Platzierungen, Wochen, Auszeichnungen, Anmerkungen) | Höchstplatzierung, Gesamtwochen, AuszeichnungChartplatzierungen (Jahr, Titel, Album, Platzierungen, Wochen, Auszeichnungen, Anmerkungen) | Höchstplatzierung, Gesamtwochen, AuszeichnungChartplatzierungen (Jahr, Titel, Album, Platzierungen, Wochen, Auszeichnungen, Anmerkungen) | Höchstplatzierung, Gesamtwochen, AuszeichnungChartplatzierungen (Jahr, Titel, Album, Platzierungen, Wochen, Auszeichnungen, Anmerkungen) | Höchstplatzierung, Gesamtwochen, AuszeichnungChartplatzierungen (Jahr, Titel, Album, Platzierungen, Wochen, Auszeichnungen, Anmerkungen) | Anmerkungen                                                                               |
| Jahr | Titel Album           | DE | AT | CH | UK | US | Anmerkungen                                                                               |
| --- | --------------------- | --- | --- | --- | --- | --- | ----------------------------------------------------------------------------------------- |
| 2019 | Somebody B4 the Storm | — | — | — | UK75 (3 Wo.)UK | US96 Platin · (4 Wo.)US | Erstveröffentlichung: 11. Oktober 2019 Internet Money, Lil Tecca & A Boogie wit da Hoodie |
| 2020 | Lemonade B4 the Storm | DE2 Platin · (36 Wo.)DE | AT2 (36 Wo.)AT | CH3 (40 Wo.)CH | UK1 ×2Doppelplatin · (34 Wo.)UK | US6 ×4Vierfachplatin · (29 Wo.)US | Erstveröffentlichung: 14. August 2020 mit Gunna feat. Don Toliver & Nav                   |
| 2021 | His & Hers –          | DE— aDE | — | — | — | US67 Gold · (1 Wo.)US | Erstveröffentlichung: 13. Mai 2021 feat. Don Toliver, Lil Uzi Vert & Gunna                |
| 2022 | Flossin’ –            | — | — | — | — | US72 (1 Wo.)US | Erstveröffentlichung: 21. Januar 2022 feat. YoungBoy Never Broke Again                    |
| Folgende Lieder erschienen nicht als Single, wurden aber durch das Album zum Download und Streaming bereitgestellt und konnten somit eine Platzierung erlangen: |                       | | | | | |                                                                                           |
| |                       | | | | | |                                                                                           |
| 2020 | Blastoff B4 the Storm | — | — | — | UK90 (1 Wo.)UK | US79 Platin · (1 Wo.)US | Charteinstieg: 4. September 2020 feat. Juice Wrld & Trippie Redd                          |

### Singles als Gastmusiker
| Jahr | Titel Album                   | Höchstplatzierung, Gesamtwochen, AuszeichnungChartplatzierungen (Jahr, Titel, Album, Platzierungen, Wochen, Auszeichnungen, Anmerkungen) | Höchstplatzierung, Gesamtwochen, AuszeichnungChartplatzierungen (Jahr, Titel, Album, Platzierungen, Wochen, Auszeichnungen, Anmerkungen) | Höchstplatzierung, Gesamtwochen, AuszeichnungChartplatzierungen (Jahr, Titel, Album, Platzierungen, Wochen, Auszeichnungen, Anmerkungen) | Höchstplatzierung, Gesamtwochen, AuszeichnungChartplatzierungen (Jahr, Titel, Album, Platzierungen, Wochen, Auszeichnungen, Anmerkungen) | Höchstplatzierung, Gesamtwochen, AuszeichnungChartplatzierungen (Jahr, Titel, Album, Platzierungen, Wochen, Auszeichnungen, Anmerkungen) | Anmerkungen                                                                                      |
| Jahr | Titel Album                   | DE | AT | CH | UK | US | Anmerkungen                                                                                      |
| --- | ----------------------------- | --- | --- | --- | --- | --- | ------------------------------------------------------------------------------------------------ |
| Folgende Lieder erschienen nicht als Single, wurden aber durch das Album zum Download und Streaming bereitgestellt und konnten somit eine Platzierung erlangen: |                               | | | | | |                                                                                                  |
| |                               | | | | | |                                                                                                  |
| 2020 | Tragic F*ck Love 3+: Over You | — | — | — | — | US76 Platin · (1 Wo.)US | Charteinstieg: 21. November 2020 The Kid Laroi feat. YoungBoy Never Broke Again & Internet Money |

### Produktionen / Songwriting
| Jahr | Titel Interpretation                                 | Höchstplatzierung, Gesamtwochen, AuszeichnungChartplatzierungen (Jahr, Titel, Interpretation, Platzierungen, Wochen, Auszeichnungen, Anmerkungen) | Höchstplatzierung, Gesamtwochen, AuszeichnungChartplatzierungen (Jahr, Titel, Interpretation, Platzierungen, Wochen, Auszeichnungen, Anmerkungen) | Höchstplatzierung, Gesamtwochen, AuszeichnungChartplatzierungen (Jahr, Titel, Interpretation, Platzierungen, Wochen, Auszeichnungen, Anmerkungen) | Höchstplatzierung, Gesamtwochen, AuszeichnungChartplatzierungen (Jahr, Titel, Interpretation, Platzierungen, Wochen, Auszeichnungen, Anmerkungen) | Höchstplatzierung, Gesamtwochen, AuszeichnungChartplatzierungen (Jahr, Titel, Interpretation, Platzierungen, Wochen, Auszeichnungen, Anmerkungen) | Anmerkungen                                                                            |
| Jahr | Titel Interpretation                                 | DE | AT | CH | UK | US | Anmerkungen                                                                            |
| --- | ---------------------------------------------------- | --- | --- | --- | --- | --- | -------------------------------------------------------------------------------------- |
| 2018 | Fuck Love XXXTentacion featuring Trippie Redd        | — | AT69 (2 Wo.)AT | CH48 (4 Wo.)CH | UK89 Platin · (4 Wo.)UK | US28 Diamant · (21 Wo.)US | Erstveröffentlichung: 23. Januar 2018 Co-Autoren / Co-Produzenten: Taylor, Mira        |
| 2018 | Plug Walk Rich the Kid                               | DE27 Gold · (5 Wo.)DE | AT25 (2 Wo.)AT | CH36 (11 Wo.)CH | UK53 Gold · (9 Wo.)UK | US13 ×3Dreifachplatin · (20 Wo.)US | Erstveröffentlichung: 9. Februar 2018 Co-Autor: Taylor in DE/AT/CH: Remix feat. Ufo361 |
| 2018 | Lucid Dreams (Forget Me) Juice Wrld                  | DE36 ×3Dreifachgold · (25 Wo.)DE | AT26 ×2Doppelplatin · (21 Wo.)AT | CH22 (28 Wo.)CH | UK10 ×3Dreifachplatin · (37 Wo.)UK | US2 Diamant + Platin · (48 Wo.)US | Erstveröffentlichung: 4. Mai 2018 Co-Autoren: Taylor, Mira; Produzent: Mira            |
| 2018 | Falling Trevor Daniel                                | DE13 Platin · (24 Wo.)DE | AT7 (30 Wo.)AT | CH11 (32 Wo.)CH | UK14 Platin · (19 Wo.)UK | US17 ×4Vierfachplatin · (38 Wo.)US | Erstveröffentlichung: 5. Oktober 2018 Co-Autor / Co-Produzent: Taylor                  |
| 2019 | Worth It YK Osiris                                   | — | — | — | UK84 Silber · (8 Wo.)UK | US48 ×3Dreifachplatin · (25 Wo.)US | Erstveröffentlichung: 8. Februar 2019 Co-Autor / Co-Produzent: Taylor                  |
| 2019 | Ransom Lil Tecca                                     | DE44 Gold · (9 Wo.)DE | AT39 (9 Wo.)AT | CH15 (19 Wo.)CH | UK7 ×2Doppelplatin · (31 Wo.)UK | US4 ×8Achtfachplatin · (31 Wo.)US | Erstveröffentlichung: 22. Mai 2019 Co-Autoren / Co-Produzenten: Taylor, Mira           |
| 2019 | Did It Again Lil Tecca                               | — | — | — | UK84 Silber · (2 Wo.)UK | US64 ×2Doppelplatin · (7 Wo.)US | Erstveröffentlichung: 24. Juli 2019 Co-Autoren / Co-Produzenten: Taylor, Mira          |
| 2019 | Love Me More Trippie Redd                            | — | — | — | — | US79 Platin · (2 Wo.)US | Erstveröffentlichung: 1. November 2019 Co-Autoren / Produzenten: Taylor, Mira          |
| 2020 | Smile Juice Wrld featuring The Weeknd                | DE57 (3 Wo.)DE | AT39 (3 Wo.)AT | CH42 (4 Wo.)CH | UK23 Silber · (9 Wo.)UK | US8 Platin · (10 Wo.)US | Erstveröffentlichung: 7. August 2020 Co-Autoren / Co-Produzenten: Taylor, Mira         |
| Folgende Lieder erschienen nicht als Single, wurden aber durch das Album zum Download und Streaming bereitgestellt und konnten somit eine Platzierung erlangen: |                                                      | | | | | |                                                                                        |
| |                                                      | | | | | |                                                                                        |
| 2018 | Blue Tint Drake                                      | — | — | — | UK— SilberUK | US30 (3 Wo.)US | Charteinstieg: 14. Juli 2018 Co-Autor: Taylor                                          |
| 2018 | Business Is Business Lil Baby & Gunna                | — | — | — | — | US61 Gold · (1 Wo.)US | Charteinstieg: 20. Oktober 2018 Co-Autoren: Taylor, Mira                               |
| 2019 | Shots Lil Tecca                                      | — | — | — | — | US84 (1 Wo.)US | Charteinstieg: 14. September 2019 Co-Autoren / Produzenten: Taylor, Mira               |
| 2019 | 6 Kiss Trippie Redd featuring Juice Wrld & YNW Melly | — | — | — | — | US60 Platin · (1 Wo.)US | Charteinstieg: 7. Dezember 2019 Co-Autoren / Produzenten: Taylor, Mira                 |

## Auszeichnungen für Musikverkäufe
| Silberne Schallplatte - Vereinigtes Königreich - 2024: für das Lied Out of Love Goldene Schallplatte - Australien - 2018: für die Autorenbeteiligung Plug Walk (Rich the Kid) - 2021: für das Lied Tragic - 2024: für die Autorenbeteiligung Blue Tint (Drake) - Brasilien - 2024: für die Single His & Hers - 2024: für die Autorenbeteiligung Did It Again (Lil Tecca) - 2024: für das Lied Out of Love - Dänemark - 2020: für die Autorenbeteiligung Plug Walk (Rich the Kid) - Frankreich - 2019: für die Autorenbeteiligung Lucid Dreams (Juice Wrld) - 2023: für die Autorenbeteiligung Plug Walk (Rich the Kid) - Italien - 2018: für die Autorenbeteiligung Plug Walk (Rich the Kid) - Kanada - 2019: für die Autorenbeteiligung Shots (Lil Tecca) - 2019: für die Autorenbeteiligung Did It Again (Lil Tecca) - 2020: für die Autorenbeteiligung Love Me More (Trippie Redd) - 2020: für die Autorenbeteiligung 6 Kiss (Trippie Redd) - 2022: für das Lied Tragic - Mexiko - 2021: für die Single Lemonade - Neuseeland - 2018: für die Autorenbeteiligung Fuck Love (XXXTentacion) - Polen - 2021: für die Autorenbeteiligung Plug Walk (Rich the Kid) - Portugal - 2021: für die Autorenbeteiligung Smile (Juice Wrld) - 2022: für die Autorenbeteiligung Did It Again (Lil Tecca) - Spanien - 2024: für die Single Lemonade | Platin-Schallplatte - Belgien - 2020: für die Autorenbeteiligung Falling (Trevor Daniel) - 2020: für die Autorenbeteiligung Ransom (Lil Tecca) - 2021: für die Autorenbeteiligung Lucid Dreams (Juice Wrld) - Brasilien - 2024: für die Autorenbeteiligung Smile (Juice Wrld) - Dänemark - 2019: für die Autorenbeteiligung Ransom (Lil Tecca) - 2021: für die Autorenbeteiligung Fuck Love (XXXTentacion) - 2021: für die Autorenbeteiligung Falling (Trevor Daniel) - Frankreich - 2020: für die Autorenbeteiligung Falling (Trevor Daniel) - Griechenland - 2021: für die Single Lemonade - 2021: für die Autorenbeteiligung Falling (Trevor Daniel) - 2021: für die Autorenbeteiligung Lucid Dreams (Juice Wrld) - Italien - 2019: für die Autorenbeteiligung Fuck Love (XXXTentacion) - 2019: für die Autorenbeteiligung Lucid Dreams (Juice Wrld) - 2020: für die Autorenbeteiligung Falling (Trevor Daniel) - 2021: für die Single Lemonade - 2021: für die Autorenbeteiligung Ransom (Lil Tecca) - Kanada - 2021: für die Single Somebody - 2021: für das Lied Blastoff - Neuseeland - 2019: für die Autorenbeteiligung Ransom (Lil Tecca) - 2020: für die Autorenbeteiligung Falling (Trevor Daniel) - 2023: für das Album B4 the Storm - Niederlande - 2018: für die Autorenbeteiligung Lucid Dreams (Juice Wrld) - Polen - 2020: für die Autorenbeteiligung Ransom (Lil Tecca) - 2021: für die Single Lemonade - Schweden - 2018: für die Autorenbeteiligung Lucid Dreams (Juice Wrld) - Spanien - 2024: für die Autorenbeteiligung Falling (Trevor Daniel) - 2024: für die Autorenbeteiligung Ransom (Lil Tecca) - 2024: für die Autorenbeteiligung Lucid Dreams (Juice Wrld) - 2024: für die Autorenbeteiligung Fuck Love (XXXTentacion) - Vereinigte Staaten - 2023: für das Lied Out of Love | 2× Platin-Schallplatte - Australien - 2020: für die Autorenbeteiligung Falling (Trevor Daniel) - Brasilien - 2024: für die Autorenbeteiligung Plug Walk (Rich the Kid) - Dänemark - 2025: für die Single Lemonade - Kanada - 2018: für die Autorenbeteiligung Plug Walk (Rich the Kid) - Neuseeland - 2019: für die Autorenbeteiligung Lucid Dreams (Juice Wrld) - Polen - 2021: für die Autorenbeteiligung Falling (Trevor Daniel) 3× Platin-Schallplatte - Australien - 2020: für die Autorenbeteiligung Ransom (Lil Tecca) - 2021: für die Single Lemonade - Belgien - 2023: für die Single Lemonade - Dänemark - 2024: für die Autorenbeteiligung Lucid Dreams (Juice Wrld) - Polen - 2021: für die Autorenbeteiligung Lucid Dreams (Juice Wrld) - Portugal - 2021: für die Single Lemonade - 2021: für die Autorenbeteiligung Ransom (Lil Tecca) 4× Platin-Schallplatte - Kanada - 2021: für die Single Lemonade - Neuseeland - 2024: für die Single Lemonade - Portugal - 2021: für die Autorenbeteiligung Lucid Dreams (Juice Wrld) 5× Platin-Schallplatte - Finnland - 2020: für die Autorenbeteiligung Lucid Dreams (Juice Wrld) - Kanada - 2019: für die Autorenbeteiligung Lucid Dreams 6× Platin-Schallplatte - Australien - 2021: für die Autorenbeteiligung Lucid Dreams (Juice Wrld) - Kanada - 2020: für die Autorenbeteiligung Ransom (Lil Tecca) Diamantene Schallplatte - Brasilien - 2024: für die Single Lemonade - 2024: für die Autorenbeteiligung Ransom (Lil Tecca) - 2024: für die Autorenbeteiligung Lucid Dreams (Juice Wrld) - Frankreich - 2022: für die Single Lemonade - 2024: für die Autorenbeteiligung Fuck Love (XXXTentacion) - 2024: für die Autorenbeteiligung Ransom (Lil Tecca) 2× Diamantene Schallplatte - Brasilien - 2024: für die Autorenbeteiligung Falling (Trevor Daniel) |

Anmerkung: Auszeichnungen in Ländern aus den Charttabellen bzw. Chartboxen sind in ebendiesen zu finden.
| Land/RegionAuszeichnungen für Musikverkäufe (Land/Region, Auszeichnungen, Verkäufe, Quellen) | Silber     | Gold       | Platin         | Diamant       | Verkäufe   | Quellen              |
| -------------------------------------------------------------------------------------------- | ---------- | ---------- | -------------- | ------------- | ---------- | -------------------- |
| Australien (ARIA)                                                                            | —          | 3× Gold3   | 14× Platin14   | —             | 1.085.000  | aria.com.au          |
| Belgien (BRMA)                                                                               | —          | —          | 6× Platin6     | —             | 240.000    | ultratop.be          |
| Brasilien (PMB)                                                                              | —          | 3× Gold3   | 3× Platin3     | 5× Diamant5   | 980.000    | pro-musicabr.org.br  |
| Dänemark (IFPI)                                                                              | —          | Gold1      | 8× Platin8     | —             | 765.000    | ifpi.dk              |
| Deutschland (BVMI)                                                                           | —          | 3× Gold3   | 3× Platin3     | —             | 1.800.000  | musikindustrie.de    |
| Finnland (IFPI)                                                                              | —          | —          | 5× Platin5     | —             | 200.000    | Einzelnachweise      |
| Frankreich (SNEP)                                                                            | —          | 2× Gold2   | Platin1        | 3× Diamant3   | 1.399.999  | snepmusique.com      |
| Griechenland (IFPI)                                                                          | —          | —          | 3× Platin3     | —             | 60.000     | Einzelnachweise      |
| Italien (FIMI)                                                                               | —          | Gold1      | 5× Platin5     | —             | 335.000    | fimi.it              |
| Kanada (MC)                                                                                  | —          | 5× Gold5   | 19× Platin19   | —             | 1.720.000  | musiccanada.com      |
| Mexiko (AMPROFON)                                                                            | —          | Gold1      | —              | —             | 30.000     | amprofon.com.mx      |
| Neuseeland (RMNZ)                                                                            | —          | Gold1      | 9× Platin9     | —             | 270.000    | radioscope.co.nz NZ2 |
| Niederlande (NVPI)                                                                           | —          | —          | Platin1        | —             | 80.000     | nvpi.nl              |
| Österreich (IFPI)                                                                            | —          | —          | 2× Platin2     | —             | 60.000     | ifpi.at              |
| Polen (ZPAV)                                                                                 | —          | Gold1      | 7× Platin7     | —             | 345.000    | olis.pl              |
| Portugal (AFP)                                                                               | —          | 2× Gold2   | 10× Platin10   | —             | 110.000    | Einzelnachweise      |
| Spanien (Promusicae)                                                                         | —          | Gold1      | 4× Platin4     | —             | 270.000    | elportaldemusica.es  |
| Schweden (IFPI)                                                                              | —          | —          | Platin1        | —             | 80.000     | sverigetopplistan.se |
| Vereinigte Staaten (RIAA)                                                                    | —          | 3× Gold3   | 32× Platin32   | 2× Diamant2   | 53.500.000 | riaa.com             |
| Vereinigtes Königreich (BPI)                                                                 | 5× Silber5 | Gold1      | 9× Platin9     | —             | 6.800.000  | bpi.co.uk            |
| Insgesamt                                                                                    | 5× Silber5 | 28× Gold28 | 133× Platin133 | 10× Diamant10 |            |                      |